# Іршавський район
Ірша́вський райо́н — колишня адміністративно-територіальна одиниця у центральній частині Закарпатської області. Адміністративний центр — місто Іршава. Площа — 944,47 км². Утворено 22 січня 1946 року, як Іршавська округа.
9 листопада 1953 року перетворено на Іршавський район.
Район налічував 47 населених пунктів, які входять до складу 1-ї міської і 24-ох сільських рад. Згідно з переписом населення 2001 року українська мова є рідною для 99,01 % населення району. 90 % населення складають сільські жителі, 98.1 % — українці. Серед неукраїнського населення — росіяни (0.9), угорці (0.3), словаки (0.3). Іршавський район межує на сході з Міжгірським, на південному сході з — Хустським, на півдні та південному заході — з Виноградівським та Берегівським, на заході — з Мукачівським і на півночі з Свалявським районами Закарпатської області.
Ліквідований у липні 2020 року, у зв'язку з проведенням адміністративно-територіальної реформи. Територія колишнього району поділена поміж трьома новоутвореними укрупненими  районами: Берегівським, Мукачівським, Хустським, що є єдиним випадком у Закарпатській області.

## Географія
Район розташовувався у центральній частині Закарпатської області. У географічному відношенні Іршавська улоговина розміщена посередині вулканічного хребта між Великим Долом, Гатським відрогом і масивом Тупий. Центральна частина лежить на абсолютній висоті 133—135 м. Плоске дно улоговини являє собою тераси річок Іршавки і Боржави. Передгірська і гірська частини представлені схилами різної крутизни і експозиції. Найвища точка району г. Бужора (1081 м) Більша частина території лежить у долині річки Боржава, у передгір'ї Карпат.

## Історія
Іршавський район утворений 22 січня 1946 року, як Іршавська округа. До того населені пункти району входили до Марамороської, Березької, та Угочанської жуп. 9 листопада 1953 року Іршавську округу перетворено на Іршавський район. Указом Президії Верховної Ради УРСР № 35 «Про укрупнення сільських районів Української РСР» від 30 грудня 1962 року Іршавський район було ліквідовано, а Іршавську селищну та сільські ради приєднано до Берегівського району. Однак вже 4 січня 1965 році Указом Президії Верховної Ради УРСР № 64 «Про внесення змін в адміністративне районування Української РСР» Іршавський район було відновлено.
Заселення території, що входить до Іршавського району почалося в епоху неоліту (V тисячоліття до нашої ери). Про це свідчать археологічні знахідки на околицях Іршави, на Іозянській горі, біля сіл Чорний Потік, Ільниця, Арданово. Унікальною пам'яткою є Колоднянські Кургани, які відносяться до культури праслов'ян, яку ще називають Куштановицькою культурою. Біля села Ільниця в урочищі Вацок у І-ІІ століттях знаходилася стоянка німецьких племен.
На території району збереглися руїни Бронецького і Довжанського замків, а також городища в Арданові, Білках та на горах Бодулів та Стремтура, що на околицях Іршави. Їхня історія пов'язана із стародавньою Римською імперією.
Архітектурними пам'ятками минувшини є дерев'яні церкви XVI—XVII ст. в селах Дешковиця (Покровська церква), Івашковиця і Локіть. В цих церквах, збудованих без єдиного гвіздка, зберігаються стародавні рукописні книги та ікони.
Єдиним у Європі зразком сільської садибної архітектури середньовіччя є Довжанський замок. Збудований на фундаменті зруйнованого дерев'яного замку у XVII—XVIII ст. він тривалий час був літньою резиденцією графа Ласло Телекі. На відпочинок і на полювання сюди любили навідуватися представники європейської знаті. Місцеві селяни уміли створити прекрасні умови для прийому гостей. Вони не тільки утримували дорогих коней, але і будували спеціальні дороги для полювання. Ці дороги проходили серединою схилів гір і, йдучи ними, вершник міг добре бачити як вершину, так і підніжжя хребтів.
Жителі Довгого та навколишніх сіл відрізнялися не тільки любов'ю до роботи, але і свободолюбством, і вільнодумством. У 1514 році частина жителів села брала участь в антифеодальній війні під проводом Дердя Дожі. У визвольній війні угорського народу 1703—1711 років теж брали участь жителі Іршавського району. 7 червня 1703 року на Іемацькому полі, що неподалік Довгого відбувся бій погано озброєних куруців на чолі з Томашем Есе проти регулярної австрійської армії. На честь 200-річчя цієї події на кошти жителів села та довколишніх сіл у 1902 році в центрі села на братській могилі, де поховано 50 загиблих повстанців, споруджено пам'ятник. Увінчував його двоголовий бронзовий орел, якого ще задовго до масового вивезення кольорових металів за кордон було знято за симуляцію символу імперії.
У 1921 році за часів Чехословаччини в селі Арданово відбулося повстання селян проти визискувачів графа Шенборна. Влада застосувала проти повсталих зброю. Трьох чоловік було вбито, близько тридцяти поранено. На чолі повстання був колишній військовополонений Василь Попович.
Районному центру Іршава надано статус міста 6 вересня 1982 року.
25 травня 2014 року відбулися Президентські вибори України. У межах Іршавського району була створена 61 виборча дільниця. Явка на виборах складала — 51,67 % (проголосували 38 827 із 75 141 виборців). Найбільшу кількість голосів отримав Петро Порошенко — 66,28 % (25 733 виборців); Юлія Тимошенко — 12,04 % (4 676 виборців), Олег Ляшко — 7,81 % (3 033 виборців), Анатолій Гриценко — 2,64 % (1 024 виборців). Решта кандидатів набрали меншу кількість голосів. Кількість недійсних або зіпсованих бюлетенів — 1,54 %.

## Адміністративний устрій
Адміністративно-територіально район поділяється на 1 міську раду і 24 сільські ради, які об'єднують 47 населених пунктів та підпорядковані Іршавській районній раді. Адміністративний центр — місто Іршава.

## Населення
Динаміка чисельності населення
- 1970 — 88 632
- 1979 — 92 755
- 1989 — 97 192
- 2001 — 100 905
- 2014 — 99 531
- 2017 — 100 453
- 2018 — 100 614

Розподіл населення за віком та статтю (2001):
| Стать | Всього | До 15 років | 15-24 | 25-44  | 45-64  | 65-85 | Понад 85 |
| --- | ------ | ----------- | ----- | ------ | ------ | ----- | -------- |
| Чоловіки | 48 688 | 11 869      | 8102  | 15 057 | 9644   | 3894  | 122      |
| Жінки | 52 216 | 11 557      | 7946  | 14 627 | 11 017 | 6751  | 318      |
| \| Статево-вікова піраміда \| Статево-вікова піраміда \| Статево-вікова піраміда \| \| ----------------------- \| ----------------------- \| ----------------------- \| \| Чоловіки \| Вік \| Жінки \| \| 122 \| 85 + \| 318 \| \| 269 \| 80-84 \| 549 \| \| 747 \| 75-79 \| 1553 \| \| 1243 \| 70-74 \| 2189 \| \| 1635 \| 65-69 \| 2460 \| \| 1847 \| 60-64 \| 2616 \| \| 1902 \| 55-59 \| 2198 \| \| 2860 \| 50-54 \| 2981 \| \| 3035 \| 45-49 \| 3222 \| \| 3826 \| 40-44 \| 3937 \| \| 3651 \| 35-39 \| 3606 \| \| 3702 \| 30-34 \| 3350 \| \| 3878 \| 25-29 \| 3734 \| \| 4011 \| 20-24 \| 3722 \| \| 4091 \| 15-20 \| 4224 \| \| 4808 \| 10-14 \| 4556 \| \| 3964 \| 5-9 \| 3888 \| \| 3097 \| 0-4 \| 3113 \| |        |             |       |        |        |       |          |
| Статево-вікова піраміда |        |             |       |        |        |       |          |
| Чоловіки | Вік    | Жінки       |       |        |        |       |          |
| 122 | 85 +   | 318         |       |        |        |       |          |
| 269 | 80-84  | 549         |       |        |        |       |          |
| 747 | 75-79  | 1553        |       |        |        |       |          |
| 1243 | 70-74  | 2189        |       |        |        |       |          |
| 1635 | 65-69  | 2460        |       |        |        |       |          |
| 1847 | 60-64  | 2616        |       |        |        |       |          |
| 1902 | 55-59  | 2198        |       |        |        |       |          |
| 2860 | 50-54  | 2981        |       |        |        |       |          |
| 3035 | 45-49  | 3222        |       |        |        |       |          |
| 3826 | 40-44  | 3937        |       |        |        |       |          |
| 3651 | 35-39  | 3606        |       |        |        |       |          |
| 3702 | 30-34  | 3350        |       |        |        |       |          |
| 3878 | 25-29  | 3734        |       |        |        |       |          |
| 4011 | 20-24  | 3722        |       |        |        |       |          |
| 4091 | 15-20  | 4224        |       |        |        |       |          |
| 4808 | 10-14  | 4556        |       |        |        |       |          |
| 3964 | 5-9    | 3888        |       |        |        |       |          |
| 3097 | 0-4    | 3113        |       |        |        |       |          |

Національний склад населення району за переписом 2001 року
| національність | чисельність | частка |
| -------------- | ----------- | ------ |
| українці       | 99498       | 98,6 % |
| росіяни        | 642         | 0,6 %  |
| словаки        | 263         | 0,3 %  |
| цигани         | 167         | 0,2 %  |
| угорці         | 114         | 0,1 %  |
| німці          | 47          | 0,0 %  |
| білоруси       | 39          | 0,0 %  |

Найбільші населені пункти району:
- м. Іршава — 9515 осіб
- с. Ільниця — 8902 осіб
- с. Білки — 8078 осіб
- с. Довге — 6794 осіб
- с. Кушниця — 4682 осіб
- с. Великий Раковець — 4549 осіб
- с. Заріччя — 3939 осіб
- с. Приборжавське — 3585 осіб
- с. Осій — 3555 осіб
- с. Лисичево — 3186 осіб
- с. Сільце — 3113 осіб
- с. Малий Раковець — 3072 осіб
- с. Імстичево — 2729 осіб
- с. Загаття — 2578 осіб
- с. Брід — 2382 осіб
- с. Доробратово — 2038 осіб

## Економіка
Більшість жителів району зайнято в сільському господарстві. У Великому та Малому Раківці, у Малій та Великій Розтоці, у Заріччі, Сільці люди традиційно вирощують капусту, помідори та солодкий перець. Рання капуста вирощена в цих селах, продається і в Києві, і у Львові, і в багатьох містах України. Любов до землі, вміння на ній працювати, невичерпна енергія місцевим жителів та їх підприємливість зробили свою справу: люди в цих селах живуть заможно, а Заріччя стало одним із найбагатших сіл у області.
Більша частина населення пунктів району характеризується малоземеллям. Тут на дорослого жителя припадає по 0,07—0,1 га сільськогосподарських угідь. Тому дуже багато людей виїжджають на заробітки у східні області України та за кордон. Ті, хто залишається, працюють у освіті, медицині, лісовому господарстві та на виробництві.
Найбільші підприємства району: СП «Сандерс», Приборжавське заводоуправління будівельних матеріалів та ТзОВ «Ено-Довге Лтд», ТОВ «Клен».
СП «Сандерс» створено на базі Іршавської ткацької фабрики. Підприємство виробляє високоякісне полотно, яке йде на експорт, в основному в Німеччину. Приборжавське заводоуправління будівельних матеріалів забезпечує споживачів цеглою, крошкою, декоративним піском. Вапно, що виробляється тут за своєю якістю не має аналогів в Україні та ближньому зарубіжжі. Найближчим часом планується розпочати випуск сухого вапна, яке є зручнішим для транспортування, зберігання та використання. Раніше завод знаходився на території Довгого. Тут випалювати вапно почали з 1751 року.
Фірма «Ено-Довге Лтд» орендує виробничі площі на Довжанському лісокомбінаті. Цій фірмі належать чотири завади на Закарпатті. Виробляють на них високоякісні меблі, які експортуються в Австрію, Італію та інші країни Європи. У недалекому минулому Довжанський лісокомбінат був одним із найбільших підприємств у районі. Він створений на базі Довжанського лісозаводу, заснованого у другій половині XIX ст. угорською фірмою «Гамора».
ТОВ «Клен» це високотехнологічне та багатофункціональне деревообробне підприємство, яке може виконати роботи будь-якої складності. Виготовляє меблі та оздоблення для оселі з дерева. Адреса Іршавський р-н, с. Ільниця, вул. Лесі Українки, 7

## Освіта і культура
В Іршавському районі в селі Довге був розташований єдиний в Україні вищий навчальний заклад, що розташований у сільській місцевості. Це Довжанський виший економічний коледж «Бакалавр» ім. Василя Якуба. Випускники коледжу — бакалаври економіки — працюють у банках, податковій інспекції, державній адміністрації, міліції, на підприємствах, відкривають власний бізнес.
22 середні школи району, 22 неповні середні та 17 початкових працюють у руслі традиційної педагогіки та новаторства. У Довгому при середній школі працює школа радості, в Іршаві відкрито гімназію. Нові форми навчання та виховання, крім згаданих впроваджують в Білецькій, Лисичівській, Дубрівській та інших школах. У районі також працюють школи естетичного виховання, станція юних техніків, станція юних туристів, будинок дитячої творчості. Випускники та учні шкіл цих закладів часто беруть участь у фестивалях, конкурсах, виступають із концертами перед жителями населених пунктів, складають основу фольклорних та вокальних ансамблів, що діють при будинках культури, яких у районі 45.
45 бібліотек та один кінотеатр дають можливість охочим ознайомитися з класикою світової літератури. Працюють чотири музеї на громадських засадах та один державний. Є один готель, турбази «Кам'янка» та «Чорний Потік» і туристичний спортивно-оздоровчий центр «Факел». «Факел» розташований у долині річки Боржави на околиці Довгого і має можливість приймати до 200 чоловік в одну зміну.
Систему охорони здоров'я представляють: 1 центральна районна лікарня, 4 дільничні лікарні, 1 диспансер, 1 протитуберкульозний санаторій, 5 поліклінік, 14 амбулаторій та 25 ФАПів.
Депутати районної ради ініціювали створення на території району національного заповідника «Зачарований край».

## Пам'ятки історії та культури
До пам'яток історії та культури району належать дві церкви села Імстичово, збудовані у XVIII ст. Михайлівська церква-монастир св. Отців Василіан та церкви святої Богородиці. Унікальною є Михайлівська церква в с. Ільниця. Збудована вона із величезних каменів-валунів у 1707 році. Товщина її стін доходить до 120 см. А церква у селі Доробратово цінна в історичному плані тим, що її розписував один із засновників закарпатської школи живопису Йосип Бокшай. Найсучаснішою модерною церквою в районі є Довжанська римо-католицька церква, освячена весною 2000 року.